# プレヴェザ
プレヴェザ（ギリシア語: Πρέβεζα / Preveza、アルバニア語: Preveza）は、ギリシャ共和国イピロス地方の都市であり、その周辺地域を含む基礎自治体（ディモス）。プレヴェザ県の県都。
アンヴラキコス湾の湾口部北側に位置する。2002年に開通した、アクティオとの間を結ぶアクティオ＝プレヴェザ海底トンネル (Aktio–Preveza Undersea Tunnel) は、ギリシャ最初の（2015年現在唯一の）海底トンネルである。ニコポリス (Nicopolis) の遺跡は市街から北へ7kmにの位置にある。

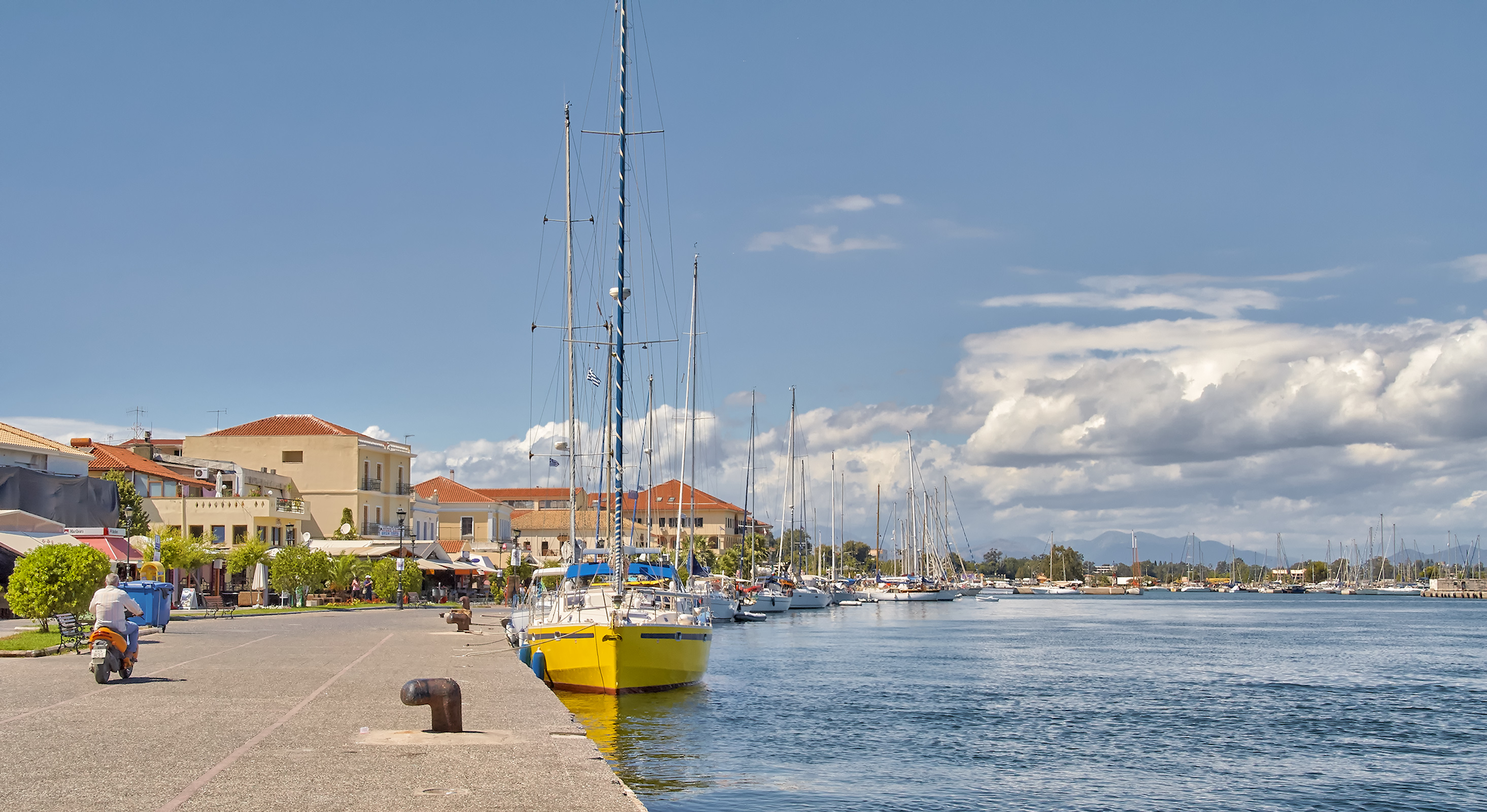
港

## 歴史
プレヴェザの近海では、紀元前31年にアクティウムの海戦が、1538年にはプレヴェザの海戦が勃発した。

## 交通

### 道路
欧州自動車道路
- E55号線  (en)  : 〔… イグメニツァ〕 - プレヴェザ - 〔ヴォニツァ - アグリニオ - …〕

主要な高速道路・自動車道路
- GR-18号線  (en)  : 〔イグメニツァ〕 - カナリ - プレヴェザ
- GR-21号線  (en)  : 〔フィリッピアダ〕 - カナリ - プレヴェザ

### 港湾
- プレヴェザ港

### 空港
市域内に空港はないが、市街の南約4kmにアクティオン空港（エトリア＝アカルナニア県アクティオ＝ヴォニツァ市）がある。

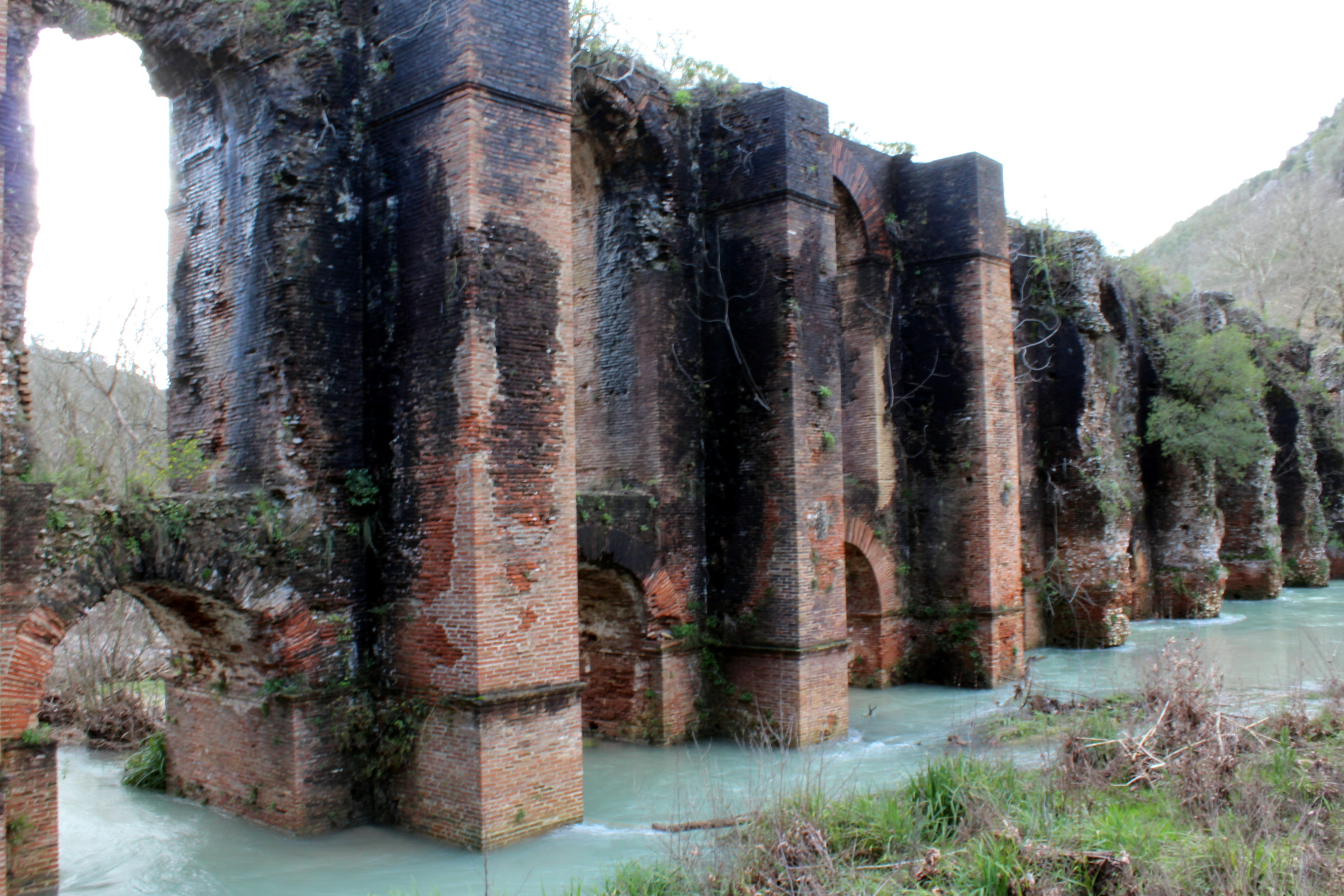
ローマ水道橋